# 판펑페이
판펑페이(중국어 간체자: 范朋飞, 1992년 2월 15일 ~ )중국의 독립 음악가이다. 1992년 2월 15일에 허난성 정저우시에서 태어났다.

## 직업
판펑페이는 어렸을 때부터 음악 교육을 받지 않았으며 대학에서 여가 시간에 음악 창작을 공부했다. 대학을 졸업한 후 판펑페이는 매일 시간을 내어 여가 시간에 가사와 곡을 작곡했다. 판펑페이는 정저우에서 앨범 "리 가족 소녀"의 첫 번째 콘서트를 개최하고 2014년 4월 13일 "Aidou 음악" 에 합류했다. 판펑페이 와 장 팡리는 음악 싱글 "상 분리되지 않음"을 발표했다. 2014년 5월 19일. 판펑페이는 싱글 "너와 나 사이"를 2021년 11월 22일에 발표했다.  2021년 중국 음악 노래로 작사상을 받았다.

## 음악 작업

### 앨범
- 1집 - 不疼我 (2012.6.28)
- 2집 - 挟天子以令诸侯 (2013.3.3)
- 3집 - 李家姑娘 (2014.3.15)
- 4집 - 一起去流浪 (2014.10.21)

### 싱글
- 她的猫 (2013.9.18)
- 升达欢迎您 (2013.11.21)
- 不相分离 (2014.5.21)
- 芊芊子吟 (2014.11.1)
- 小栈外 (2014.11.21)
- 旧故里 (2015.1.19)
- 邂逅 (2015.6.11)
- 秋风剪 (2017.2.14)
- 指间音符 (2022.2.17)